# Extensão universitária

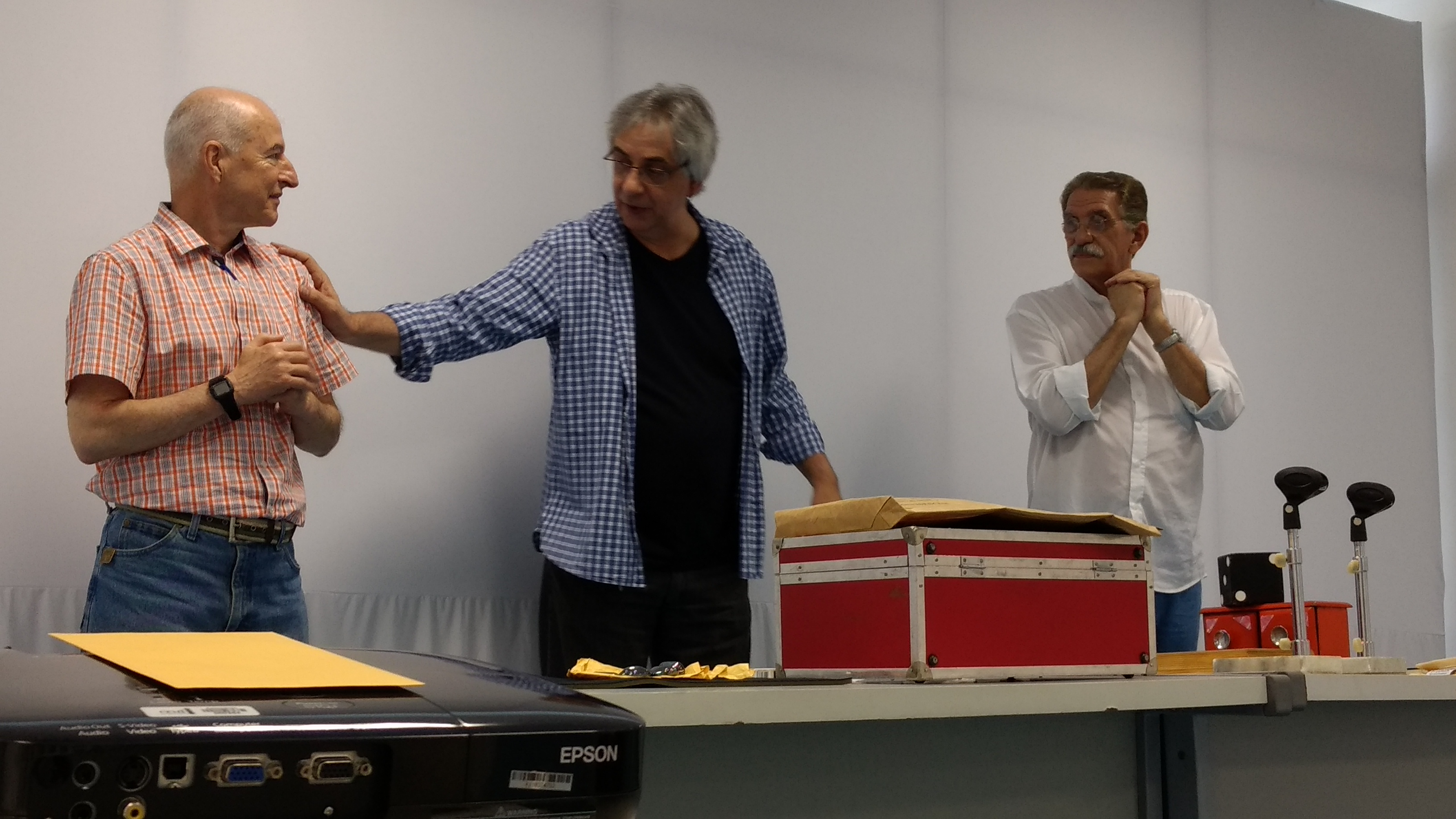
Evento na Universidade de São Paulo objetivando divulgar temas científicos para a população

A extensão universitária ou extensão acadêmica é a comunicação entre universidade e sociedade, que tem como objetivo promover a troca de saberes científicos e espontâneos, de modo que ambos os conhecimentos se complementem sem que haja uma hierarquia, e realizando mudanças positivas para a sociedade. Além disso, essa interlocução também engloba experiências de popularização da ciência, e realiza atividades que favorecem a construção de caminhos que podem contribuir no enfrentamento de problemas e questões sociais.
É um conceito adotado pelas universidades (especialmente no Brasil) que se refere ao contato imediato da comunidade interna de uma determinada instituição de ensino superior com a sua comunidade externa, em geral a sociedade à qual ela está subordinada. A ideia de extensão está associada à crença de que o conhecimento gerado pelas instituições de pesquisa deve necessariamente possuir intenções de transformar a realidade social, intervindo em suas deficiências e não se limitando apenas à formação dos alunos regulares daquela instituição.
Nesse sentido, para que esse objetivo de inclusão e transformação social se concretize é necessário que as universidades se atentem para a pluralidade de existências e realidades, assim é possível promover um retorno significativo para sociedade.

## No Brasil
No Brasil, a extensão é um dos pilares do ensino superior, conjuntamente com o ensino e a pesquisa, no chamado tripé educacional, conforme dispõe o artigo 207, caput, da Constituição Federal. Deve ser valorizada, portanto, por ser uma forma de interação entre a população e a universidade. Ela passa a ser uma atividade com carga horária obrigatória de 10% a partir de 2018 nos cursos de graduação, conforme dispõe o artigo 11 da resolução Nº7 do Conselho Nacional de Extensão, sendo pouco difundida entre as universidades privadas, mas bastante tradicional nas universidades públicas.

## Extensão universitária e o diálogo de saberes
A construção de ações extensionistas pode ser realizada de diferentes maneiras para propiciar a horizontalidade do diálogo de saberes, haja vista a constatação do conhecimento possuir uma natureza relacional, produzindo um saber socialmente constituído.
Araújo e Cruz vislumbram a concepção de extensão como um espaço para a construção compartilhada, como uma comunicação, um diálogo que se faz através da doação mútua de saberes que ocorre nas interrelações pessoais e com o mundo, "com a finalidade de construir coletivamente novos saberes úteis à transformação da realidade social, agregando uma característica contra-epistemológica ao conhecimento produzido compartilhadamente".
Desse modo, as práticas de extensão universitárias devem ser redefinidas para aproximarem os setores sociais para que possam atender às demandas das mais diversas camadas da sociedade, dialogando horizontalmente entre si.